# Onthophagus granulatus
Onthophagus granulatus là một loài bọ cánh cứng trong họ Bọ hung (Scarabaeidae).